# Кардиологија
Кардиологија (од грчког καρδίᾱ kardiā, „срце” и -λογία -logia, „проучавање”) област је интерне медицине која изучава болести срца и крвних судова. Ово подручје обухвата медицинску дијагностику и лечење урођених срчаних мана, болести коронарних артерија, срчане инсуфицијенције, валвуларне срчане болести и електрофизиологију.

## Поремећаји срца
Кардиологија се бави нормалном функционалношћу срца и одступањем од здравог срца. Многи поремећаји укључују само срце, али неки су изван срца и у васкуларном систему. Заједно, они се називају кардиоваскуларни систем, а болести једног дела имају тенденцију да утичу на други.

### Хипертензија
Хипертензија, позната и као „високи крвни притисак”, дугорочно је здравствено стање у којем је крвни притисак у артеријама стално повишен. Висок крвни притисак обично не изазива симптоме. Међутим, дуготрајни високи крвни притисак, је главни фактор ризика за коронарну артеријску болест, мождани удар, срчану инсуфицијенцију, периферну васкуларну болест, губитак вида и хроничну болест бубрега.
Фактори начина живота могу повећати ризик од хипертензије. То укључује вишак соли у исхрани, вишак телесне тежине, пушење и алкохол. Хипертензију могу изазвати и друге болести или нуспојавe лекова.
Крвни притисак се изражава помоћу два мерења, систоличког и дијастолног притиска, који представљају максимални и минимални притисак. Нормални крвни притисак у мировању је у распону од 100–140 милиметара живиног стуба (mmHg) систолног и 60–90 mmHg дијастолног. Висок крвни притисак је присутан ако је крвни притисак у мировању константно на или изнад 140/90 mmHg за већину одраслих особа. За децу су примењиви различити бројеви. Амбулантно праћење крвног притиска током 24 сата изгледа тачније од најбољег ординацијског мерења крвног притиска.
Промене у начину живота и лекови могу снизити крвни притисак и смањити ризик од здравствених компликација. Промене у начину живота укључују губитак тежине, смањени унос соли, физичке вежбе и здраву исхрану. Ако промене начина живота нису довољне, користе се лекови за крвни притисак. До три лека могу контролисати крвни притисак код 90% људи. Лечење умереног до јаког високог артеријског крвног притиска (дефинисаног као >160/100 mmHg) лековима је повезано са повећањем очекиваног животног века и смањеним морбидитетом. Ефекат лечења крвног притиска између 140/90 mmHg и 160/100 mmHg мање је јасан, при чему су неки прегледи утврдили корист, а други недостатак доказа о користи. Висок крвни притисак погађа између 16 и 37% светске популације. У 2010. години веровало се да је хипертензија била фактор у 18% (9,4 милиона) смртних случајева.

#### Есенцијална и секундарна хипертензија
Есенцијална хипертензија је облик хипертензије који по дефиницији нема идентификујући узрок. То је најчешћи тип хипертензије, који погађа 95% пацијената са хипертензијом, тежи да буде породичан и вероватно ће бити последица интеракције између еколошких и генетских фактора. Преваленција есенцијалне хипертензије расте са годинама, а појединци са релативно високим крвним притиском у млађом животном добу имају повећан ризик за каснији развој хипертензије. Хипертензија може повећати ризик од церебралних, срчаних и бубрежних догађаја.
Секундарна хипертензија је врста хипертензије која је узрокована идентификованим секундарним узроком. Много је ређа од есенцијалне хипертензије, и погађа само 5% хипертензивних пацијената. Постоји много различитих узрока, укључујући ендокрине болести, болести бубрега и туморе. Такође може бити нежељени ефекат многих лекова.

#### Компликације хипертензије
Компликације хипертензије су клинички исходи који су резултат сталног повишења крвног притиска. Хипертензија је фактор ризика за све клиничке манифестације атеросклерозе будући да је фактор ризика за саму атеросклерозу. То је независни предиспонирајући фактор за срчану инсуфицијенцију, болест коронарних артерија, мождани удар, болест бубрега, и периферну артеријску болест. То је најважнији фактор ризика за кардиоваскуларни морбидитет и морталитет у индустријски развијеним земљама.